# Marco Gegânio Macerino
Marco Gegânio Macerino (em latim: Marcus Geganius Macerinus) foi um político da gente Gegânia nos primeiros anos da República Romana eleito cônsul por três vezes, em 447, 443 e 437 a.C., com Caio Júlio Julo, Tito Quíncio Capitolino Barbato, em seu quinto mandato, e Lúcio Sérgio Fidenato respectivamente. 

## Primeiro consulado (447 a.C.)
Foi eleito cônsul em 447 a.C. com Caio Júlio Julo.  Durante seu mandato, mediou as disputas entre os tribunos da plebe e os jovens nobres, sem se comprometer, porém, com uma ou outra posição, conseguindo evitar que a plebe adiasse ou impedisse os trabalhos, lembrando que a discórdia interna daria mais oportunidades aos inimigos de Roma, colocando o Estado em perigo. Desta forma garantiu a harmonia suficiente à política romana.

## Segundo consulado (443 a.C.)
Foi eleito novamente em 443 a.C., desta vez com o experiente Tito Quíncio Capitolino Barbato, que já vinha em seu quinto consulado. No mesmo ano foi criada a magistratura do censor, principalmente para aliviar os cônsules do trabalho de organizar o censo.
A Marco Gegânio foi confiada a missão de re-estabelecer a ordem em Ardea, aliada de Roma, depois que os plebeus ardeatinos passaram a atacar seus patrícios, confinados na fortaleza da cidade. Quando chegou à cidade, encontrou até mesmo unidades volscas, convidadas pelos plebeus, lutando na guerra civil. Ele forçou os volscos a combaterem e obteve uma grande vitória, que celebrou com um triunfo, no qual ele fez desfilar Equo Cluílio, o comandante volsco derrotado. 

## Terceiro consulado (437 a.C.)
Marco Gegânio foi novamente eleito em 437 a.C., juntamente com Lúcio Sérgio Fidenato. Durante seu consulado teve início a guerra contra os fidenos, aliados dos veios, onde reinava Lárcio Tolúmnio e os faliscos. 
O exército romano, guiado por seu colega, derrotou o exército veio, liderado por Tolúmnio, às margens do rio Aniene numa batalha sangrenta que deixou tantas baixas entre os romanos quanto as veias. Os romanos então decidem nomear um ditador exclusivamente para conduzir a campanha. Mamerco Emílio Mamercino levou os romanos à vitória e recebeu, por isto, um triunfo.